# Cathédrale de Barquisimeto
Cette  cathédrale n’est pas la seule cathédrale Notre-Dame-du-Mont-Carmel.
La cathédrale de Barquisimeto ou cathédrale Notre-Dame-du-Mont-Carmel (en espagnol : Catedral de Nuestra Señora del Carmen) est une cathédrale vénézuélienne située dans la ville de Barquisimeto, capitale de l'État de Lara. D'architecture moderne et siège de l'archidiocèse de Barquisimeto, elle est due à l'architecte Jahn Bergkamp qui la conçoit en forme de paraboloïde hyperbolique et dont la construction débute en 1953 et s'achève en 1968.

## Galerie

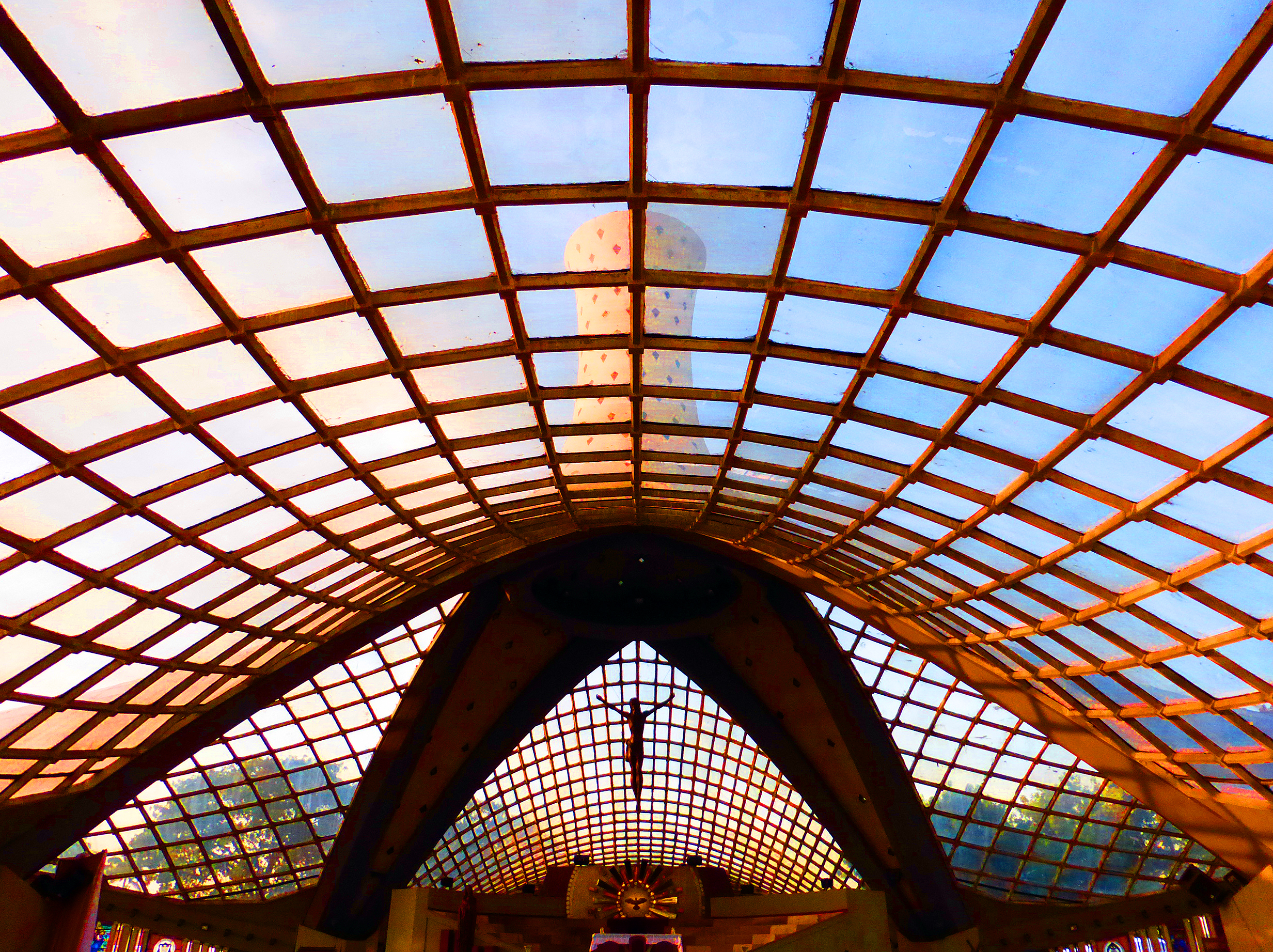
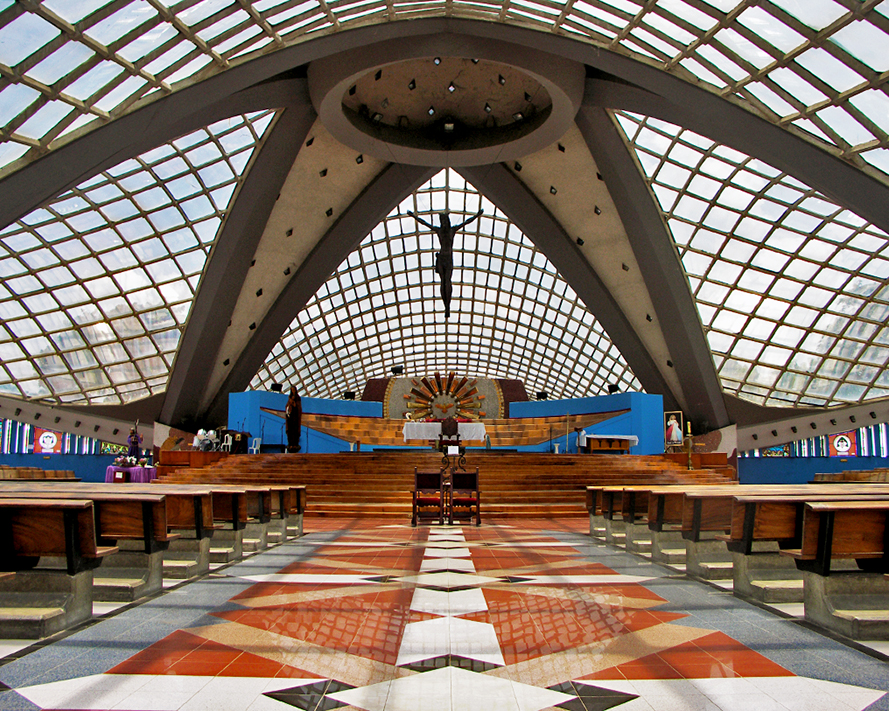
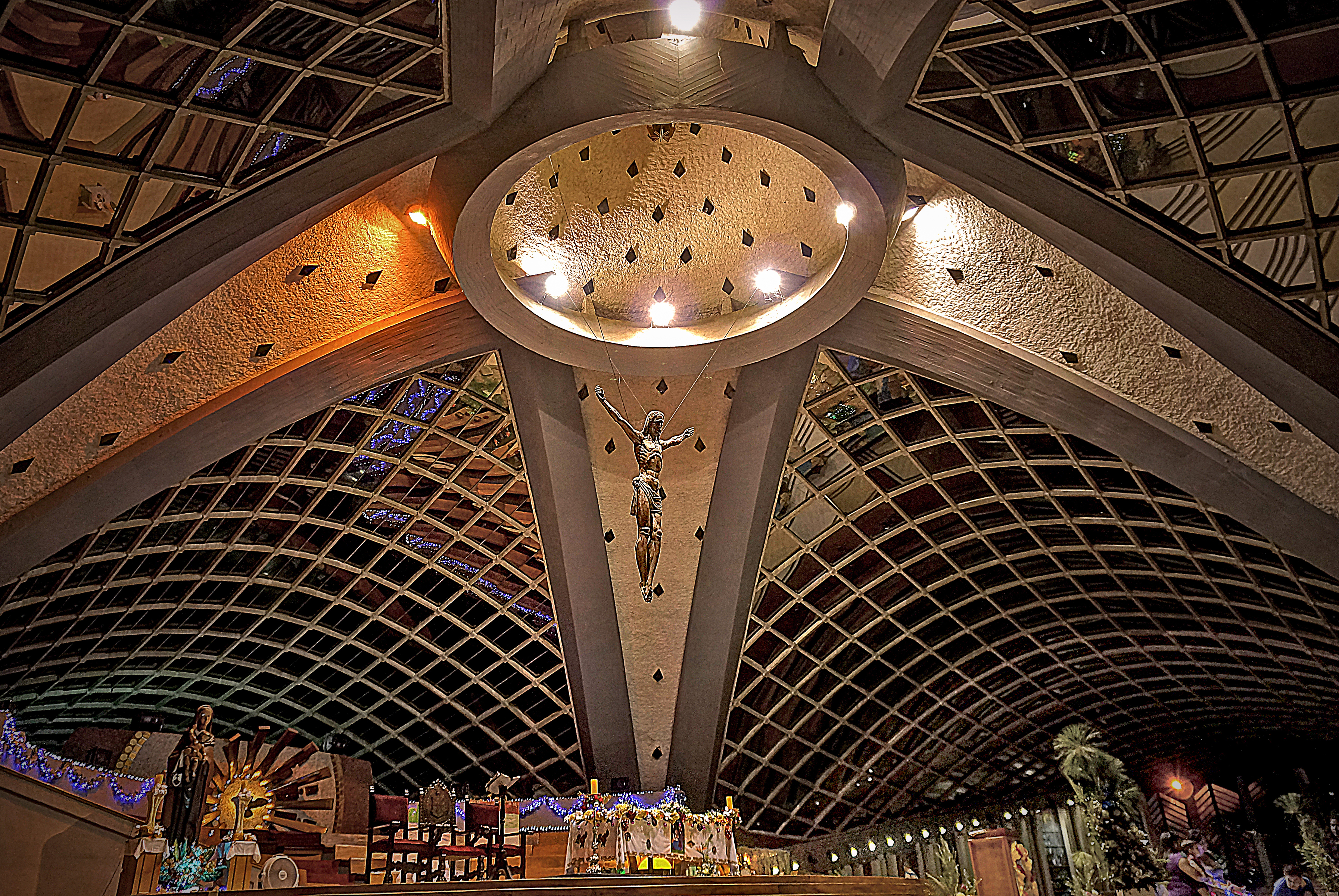

## Sources
- (es) Cet article est partiellement ou en totalité issu de l’article de Wikipédia en espagnol intitulé « Catedral de Nuestra Señora del Carmen (Barquisimeto) » (voir la liste des auteurs).